# Philip Hammond
Philip Hammond (ur. 4 grudnia 1955 w Epping) – brytyjski polityk, członek Partii Konserwatywnej. Był ministrem transportu (2010–2011), ministrem obrony narodowej (2011-2014) oraz ministrem spraw zagranicznych (2014-2016) w gabinecie Davida Camerona. Od 13 lipca 2016 do 24 lipca 2019 był kanclerzem skarbu w gabinecie Theresy May.

## Życiorys

### Wykształcenie i praca zawodowa
Ukończył interdyscyplinarne studia obejmujące politologię, filozofię i ekonomię, na University of Oxford. Karierę zawodową zaczynał od pracy w firmie produkującej aparaturę medyczną. Później działał również w branżach nieruchomości, ropy naftowej, gazu, a także doradczej. W latach 1995-97 pracował jako konsultant dla rządu Malawi, z kolei jako doradca delegowany przez Bank Światowy brał udział w różnych projektach w Ameryce Łacińskiej.

### Kariera polityczna
W 1997 został wybrany do Izby Gmin. Wcześniej bez powodzenia kandydował do niej w 1994, w czasie wybory uzupełniających. W 1998 został członkiem grupy rzeczników partii, stanowiącej drugi szczebel w hierarchii opozycyjnych posłów po gabinecie cieni. W skład samego gabinetu cieni wszedł w 2005 jako „cień” naczelnego sekretarza skarbu. Po dojściu do władzy w partii Davida Camerona przez pewien czas był odpowiedzialny za kwestie pracy i emerytur, ale później wrócił na poprzednie stanowisko.
Po wygranych przez konserwatystów wyborach w 2010 nie mógł objąć stanowiska naczelnego sekretarza skarbu w rzeczywistym gabinecie, ponieważ na mocy zawartej umowy koalicyjnej przypadło ono w udziale Liberalnym Demokratom. Dlatego otrzymał tekę ministerialną w resorcie transportu. 14 października 2011 został przeniesiony na stanowisko szefa resortu obrony, gdzie zastąpił swojego partyjnego kolegę Liama Foxa, zmuszonego do dymisji w atmosferze skandalu.
15 lipca 2014 został ministrem spraw zagranicznych, zastępując na tym na stanowisku Williama Hague'a. Po wyborach w 2015 roku premier Cameron ponownie powierzył mu kierowanie brytyjską dyplomacją w swoim drugim gabinecie. Od 13 lipca 2016 do 24 lipca 2019 był kanclerzem skarbu w rządzie Theresy May.